# En el circo Fernando
En el circo Fernando (también Amazona en el circo Fernando, El maestro de ceremonias y Cuadro de Lautrec sobre el parisino Circo Fernando) es un cuadro del pintor Henri de Toulouse-Lautrec, realizado en 1888, que se encuentra en el Instituto de Arte de Chicago, Estados Unidos.

## El tema

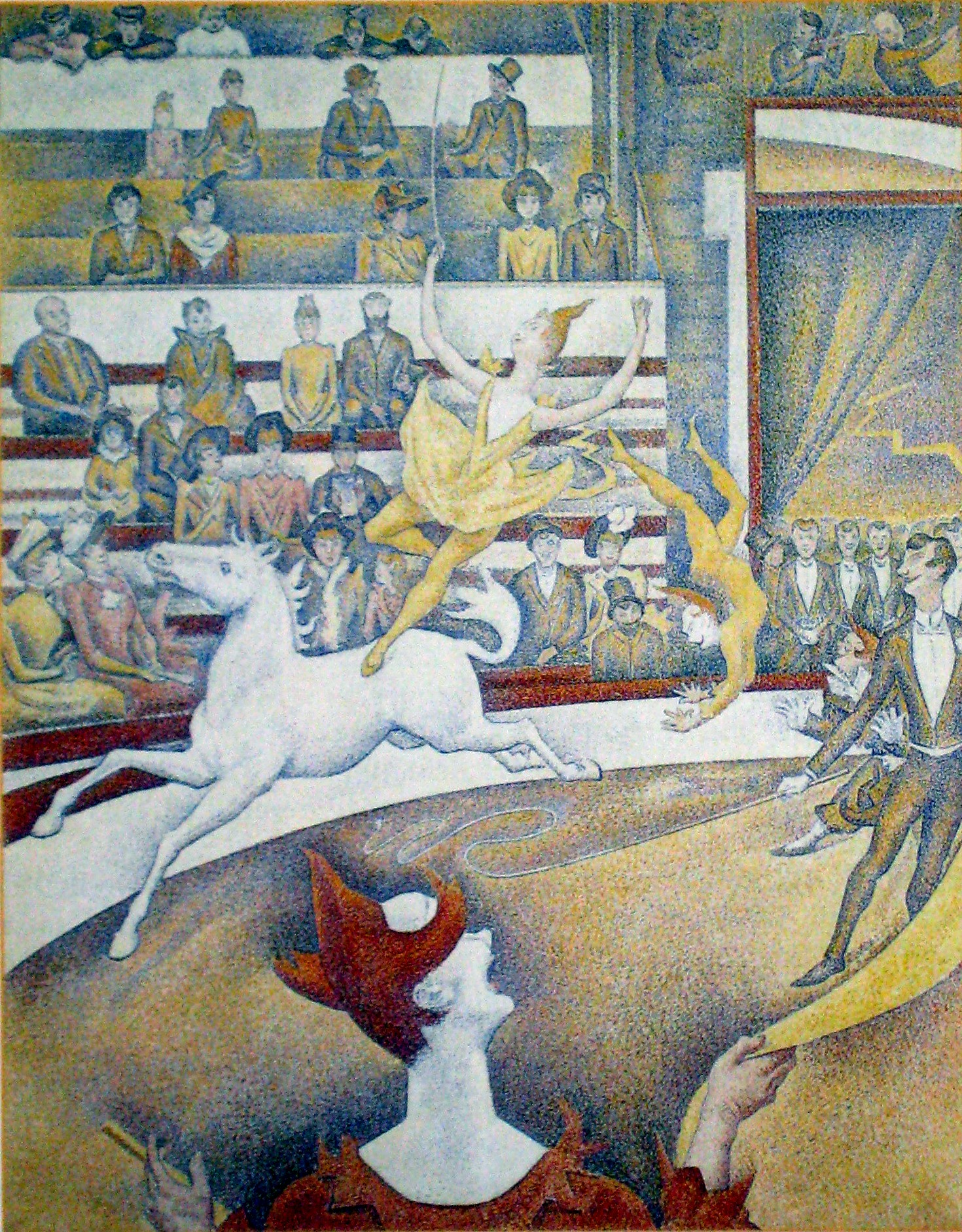
El circo, 1891, Georges Pierre Seurat.

Pintores de finales del siglo XIX y principios del XX como Degas, Picasso o Seurat encontraron una fuente de inspiración muy importante en las escenas circenses. El refugio en el circo para escapar de los problemas llegó a ser en clave sociológica un tema pictórico reflejado en varias obras sobresalientes.

## Descripción de la obra
El autor representa el momento en el que la amazona va a saltar con su caballo, escena recortada a propósito por Lautrec y muy frecuente en los impresionistas por influencia de la incipiente técnica de la fotografía. El pintor usó como modelos a su amante, Suzanne Valadon, y a Monsieur Loyal como maestro de ceremonias o domador.
La obra decoró el "Moulin Rouge" en su inauguración en 1889.